# Jeffrey Irvine
Jeffrey Irvine ist ein US-amerikanischer Bratschist und Musikpädagoge.

## Wirken
Irvine studierte bis 1975 an der Philadelphia Musical Academy und bis 1977 an der Eastman School of Music. Seine Lehrer waren Karen Tuttle, Heidi Castleman, Martha Katz, William Primrose, Walter Trampler, Samuel Rhodes, Dorothy DeLay, Charles Castleman, Donald Weilerstein, Shirley Givens, David Cerone und Margaret Randall. Von 1977 bis 1981 war Irvine Erster Bratschist des Wichita Symphony Orchestra und unterrichtete Bratsche an der Wichita State University. Als Mitglied des Carmel Quartet gewann er 1976 die Cleveland Quartet Competition; 1979 errang er den ersten Preis bei der Aspen Music Festival Viola Competition. Als Mitglied des New World String Quartet trat er in Europa und den USA, u. a. auch in der Carnegie Recital Hall und im Kennedy Center, auf. 
Von 1983 bis 1999 hatte er eine Professur für Viola am Oberlin Conservatory inne, seitdem ist er Fynette-H.-Kulas-Professor für Viola am Cleveland Institute of Music. Daneben gab er auch Kurse u. a. beim Aspen Music Festival and School, beim Bowdoin International Music Festival, dem Perlman Music Program, dem Castleman Quartet Program und am Heifetz International Music Institute. Die American String Teachers Association ernannte ihn 2020 zum Artist Teacher of the Year.